# Cubiculum

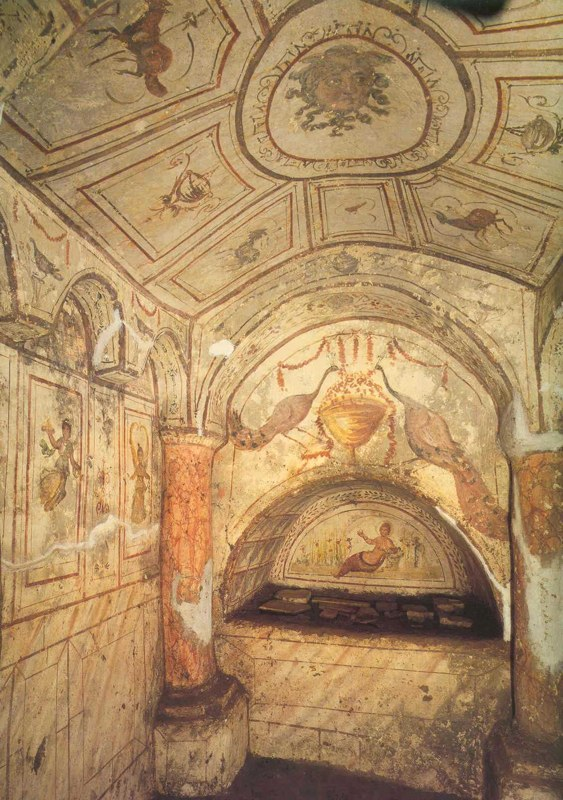
Cubiculum de Tellus, hypogée de la Via Dino Compagni, à Rome.

Un cubiculum est, en latin, une chambre. Le terme désigne particulièrement les chambres funéraires dans les catacombes romaines, véritables salles sépulcrales qui contiennent souvent un arcosolium et des loculi.
Le terme est utilisé également pour désigner au Grand Palais de Constantinople la chambre impériale dont l'accès était réservé aux eunuques pendant la période byzantine.
Ce nom est aussi utilisé par les chartreux pour désigner la pièce à vivre de leur ermitage dans laquelle se trouve leur lit. 